# منافسة أرسنال ومانشستر سيتي
بدأت المنافسة بين ناديي كرة القدم الإنجليزية المحترفتين أرسنال ومانشستر سيتي في عام 2008 بعد أن أصبح مانشستر سيتي موضوع استثمار مالي كبير. قبل ذلك، كان أرسنال أحد أقوى الفرق في كرة القدم الإنجليزية، حيث فاز بالدوري الإنجليزي الممتاز آخر مرة في موسم 2003–04، ولم ينهي الموسم خلف مانشستر سيتي منذ عام 1993. وشهد أرسنال رحيل العديد من اللاعبين المهمين أمثال إيمانويل أديبايور وسمير نصري إلى مانشستر سيتي. انتقد أرسين فينغر، مدرب أرسنال آنذاك، سياسة الانتقالات والاستراتيجية المالية لمانشستر سيتي.     في عام 2012 فاز مانشستر سيتي بأول لقب إنجليزي له منذ عام 1968، واستمر في الفوز بالعديد من الألقاب على مدار العقد التالي. فاز أرسنال بالعديد من كؤوس الاتحاد الإنجليزي لكرة القدم خلال هذه الفترة، لكنه نادرًا ما شكل تهديدًا لمانشستر سيتي في الدوري الإنجليزي الممتاز.  تنافس الناديان على لقب الدوري الإنجليزي الممتاز طوال موسمي 2022–23 و2023–24، حيث تصدر أرسنال فترات كبيرة من الموسم، لكن سيتي تفوق في النهاية.

## المنافسة

### التاريخ المبكر (1893–2008)
لم يكن أرسنال ومانشستر سيتي منافسين تقليديين، وكانت المباراة الأولى بين الناديين في دوري الدرجة الثانية بين وولويتش أرسنال وأردويك في 11 نوفمبر 1893، وانتهت بفوز وولويتش أرسنال 1–0. لعبت أول 14 مباراة بين الفريقين في الدرجة الثانية، حيث فاز السيتي في 8 مباريات، وأرسنال في 4 مباريات وتعادلا في مباراتين. 
لقد حقق أرسنال تاريخيًا نجاحًا أكبر بالتأكيد خلال التسعينيات وأوائل العقد الأول من القرن الحادي والعشرين. في وقت استحواذ مجموعة أبو ظبي المتحدة على مانشستر سيتي في عام 2008، كان أرسنال قد فاز بثلاثة عشر لقبًا محليًا في الدوري الممتاز، وعشرة كؤوس الاتحاد الإنجليزي وكأسين للدوري الإنجليزي الممتاز؛ على العكس من ذلك، كان مانشستر سيتي قد فاز فقط بلقبين محليين في الدوري الممتاز، وأربعة كؤوس للاتحاد الإنجليزي وكأسين للدوري الإنجليزي الممتاز. كما احتل أرسنال تحت قيادة أرسين فينغر المركز الثاني في نهائي دوري أبطال أوروبا 2006 وكان فريقًا قويًا ومتميزًا على المستوى المحلي منذ فوزه بأول لقب له في الدوري الإنجليزي الممتاز عام 1998. بحلول عام 2008، لم يكن أرسنال قد أنهى الموسم خارج المراكز الأربعة الأولى منذ موسم 1995–96، في حين لم ينته مانشستر سيتي ضمن المراكز الأربعة الأولى منذ موسم 1977–78، على الرغم من أنه أنهى الموسم في مركز أعلى من أرسنال في الموسم الافتتاحي للدوري الإنجليزي الممتاز في 1992–93. على الرغم من إنهاء الموسم في مركز أدنى، وفاز أرسنال على مانشستر سيتي بنتيجة 1–0 في المرتين خلال الموسم. 

### استحواذ أبو ظبي وانتقال اللاعبين إلى مانشستر سيتي (2008–2014)

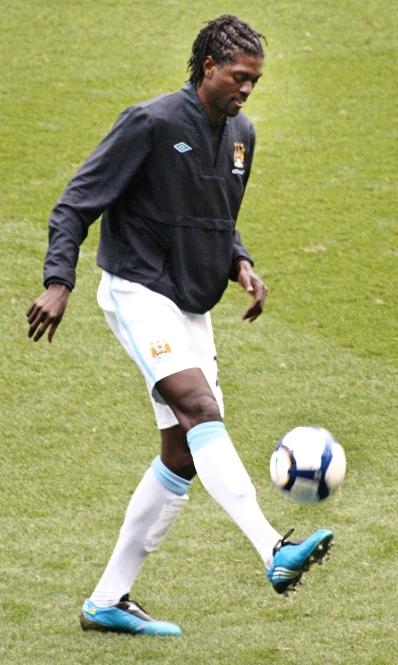
انضم إيمانويل أديبايور إلى مانشستر سيتي قادما من أرسنال في عام 2009.

بعد استحواذ مجموعة أبو ظبي المتحدة على مانشستر سيتي في عام 2008، بدأ الإنفاق المتزايد للنادي على اللاعبين في إثارة غضب العديد من مديري الفرق المنافسة، وكان أرسين فينغر صريحًا بشكل خاص في رفضه للنهج المالي لمانشستر سيتي في مناسبات عديدة.   
خلال صيف عام 2009، تحرك مانشستر سيتي، الذي أنهى الموسم السابق في المركز العاشر (ستة مراكز خلف أرسنال صاحب المركز الرابع)، لتوقيع عقد مع ثنائي الجانرز إيمانويل أديبايور وكولو توريه. كان أديبايور ثاني أفضل هداف في فريق الجانرز في الموسم السابق، حيث كان توريه نائب قائد الفريق والفائز السابق بالدوري الإنجليزي الممتاز والذي جمع 326 مباراة في جميع المسابقات. 

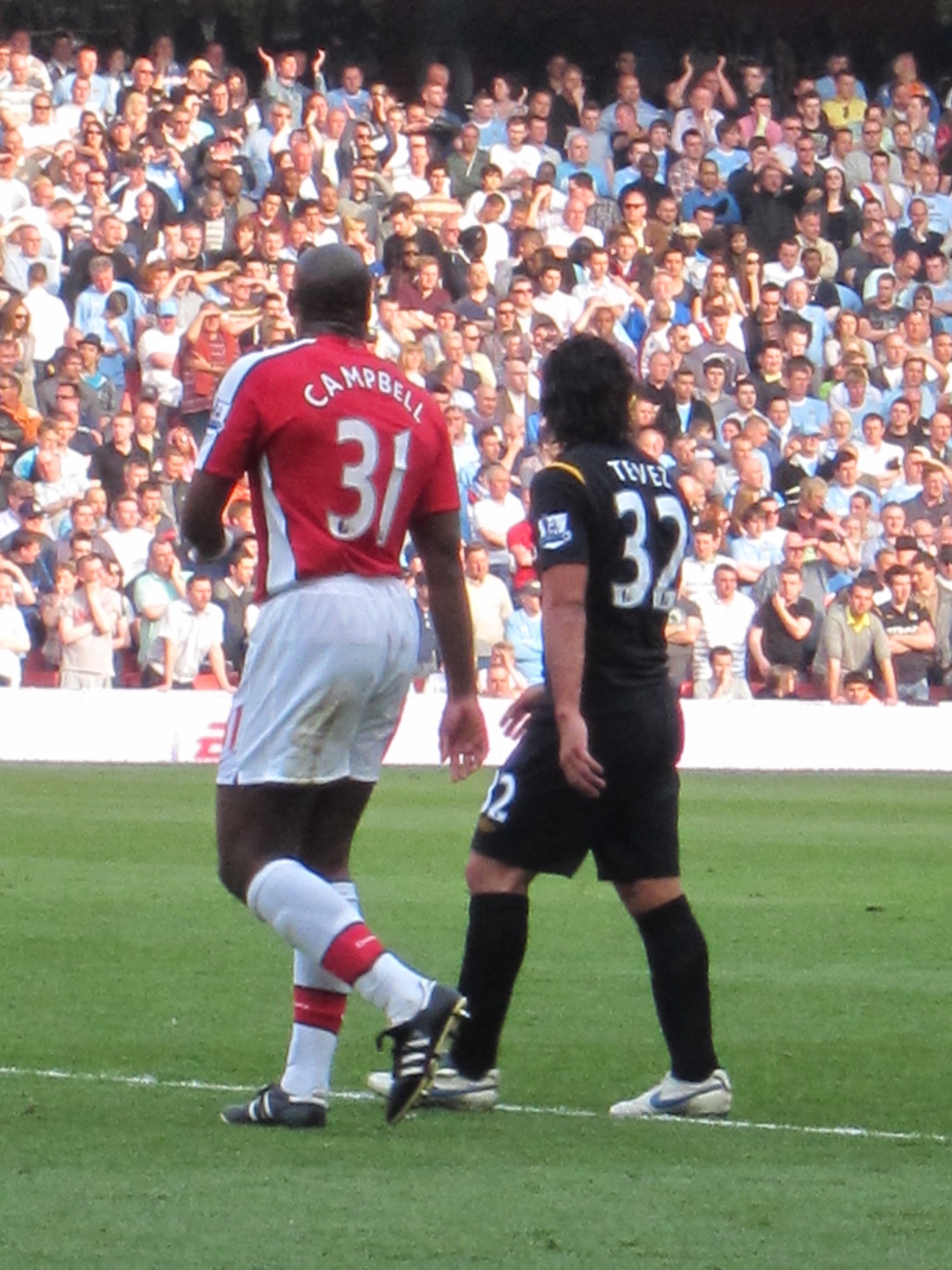
سول كامبل لاعب أرسنال وكارلوس تيفيز لاعب مانشستر سيتي خلال موسم 2009–10.

في المباراة الأولى بين الفريقين خلال موسم 2009–10، فاز السيتي بنتيجة 4–2 على أرضه، وسجل أديبايور الهدف الثالث الذي وضع السيتي في المقدمة في ذلك الوقت؛ ثم ركض بطول الملعب قبل أن ينزلق على ركبتيه ويحتفل أمام جماهير الأرسنال.  خلال المباراة، أثار الجدل بتدخله المتأخر على سيسك فابريغاس وركله بحذائه في وجه روبين فان بيرسي. تلقى أديبايور بطاقة صفراء، واعتذر لاحقًا عن "فقدانه صوابه" بعد ما وصفه بساعتين من إساءات جماهير أرسنال: "كنت في حالة نفسية جيدة. قال لي كولو توريه: 'كنت أنظر إلى الصور ولم أتراجع ولو للحظة'. لم أعد أشعر بأنني إنسان. كانت الإساءات لا تُطاق. كنت على وشك الموت. كنت أنظر إليها فقط وأفكر: 'هناك أشياء لا يجب فعلها'."  في عام 2018، صرّح أديبايور بأنه لا يزال يكره كلًا من أرسنال وأرسين فينغر، متذكرًا تلك اللحظة في مقابلة تلفزيونية وصف فيها فينغر انتقاله بأنه موجه نحو المال.  كما سيكمل السيتي أيضًا انتقالات لاعبي أرسنال السابقين ولاعبي التعاقد السابقين مع فينغر، سيلفينيو من برشلونة، وأسطورة النادي باتريك فييرا من إنتر ميلان، مما يضيف إلى عدد متزايد من لاعبي الجانرز السابقين في صفوف السيتي.  
كما انتقد فينغر علنًا صفقة رعاية مانشستر سيتي مع شركة الاتحاد للطيران، متهمًا النادي بانتهاك قواعد اللعب النظيف التي وضعها الاتحاد الأوروبي لكرة القدم. 
في صيف عام 2011، أضاف مانشستر سيتي اثنين آخرين من لاعبي أرسنال الأكثر أهمية، حيث تعاقد مع الظهير الأيسر المخضرم غايل كليشي بالإضافة إلى سمير نصري، الذي كان قد دخل في فريق العام في رابطة اللاعبين المحترفين وسجل 15 هدفًا من خط الوسط في الموسم السابق.   قبل انتقال نصري، اتهم فينغر مدرب مانشستر سيتي روبرتو مانشيني بأنه "غير محترم" و"خارج النظام" في مؤتمر صحفي، معربًا عن عدم موافقته على إجابة مانشيني على سؤال ذكر فيه أنه يأمل في التوصل إلى صفقة بشأن نصري. وبسبب الانتقادات، احتج نصري بأن انتقاله إلى مانشستر سيتي كان من أجل الفوز بالألقاب وليس المال، قبل أن ينتقد سياسة الانتقالات في أرسنال. 
خلال الفترة التي سبقت موسم 2011–12، تعرض مانشستر سيتي، الذي كان ينافس مانشستر يونايتد على اللقب، للهزيمة 1–0 على يد أرسنال في مباراة شابها طرد مهاجم مانشستر سيتي ماريو بالوتيلي، حيث ظهرت تصدعات في العلاقة بين اللاعب ومديره روبرتو مانشيني.  وعلى الرغم من تأخره بفارق ثماني نقاط بعد المباراة، إلا أن السيتي نجح في الفوز بأول لقب له في اليوم الأخير من الموسم. 
في سبتمبر 2012، مانشيني ينتقد فينغر بسبب شكواه المستمرة بشأن إنفاق مانشستر سيتي للأموال، مدعيًا أن أرسنال أنفق أيضًا مبالغ كبيرة من المال على اللاعبين.  في عام 2013، ظهر مقطع فيديو على الإنترنت يظهر تعرض نصري للإساءة من قبل مشجعي أرسنال أثناء دخوله ملعب الإمارات؛ وفي مقابلة لاحقة، وصف نصري المشجعين بأنهم "أغبياء"، وتحدث عن الإساءة التي تلقاها منذ مغادرته إلى مانشستر سيتي. 
أصبح باكاري سانيا أحدث لاعب من أرسنال ينتقل إلى مانشستر سيتي تحت قيادة فينجر في بداية موسم 2014–15، على الرغم من أن الانتقال كان له تأثير أقل على أرسنال من الآخرين نظرًا لأن عقد اللاعب كان على وشك الانتهاء.  وفينغر انتقد مانشستر سيتي مرة أخرى، مدعيا أن قرار النادي بالتعاقد مع فرانك لامبارد من تشيلسي عبر نادي نيويورك سيتي، الذي كان جزءا من مجموعة سيتي لكرة القدم التي تمتلك مانشستر سيتي أيضا، كان وسيلة للالتفاف على قواعد اللعب المالي النظيف. قال مانويل بيليغريني، مدرب مانشستر سيتي، إنه فوجئ باندفاع فينغر نظرًا لأن لامبارد كان صفقة انتقال مجانية بعد أن تم إطلاق سراحه من قبل تشيلسي.  في الأسبوع التالي، فاز أرسنال على مانشستر سيتي بنتيجة 3–0 في بطولة درع المجتمع الإنجليزي 2014. 

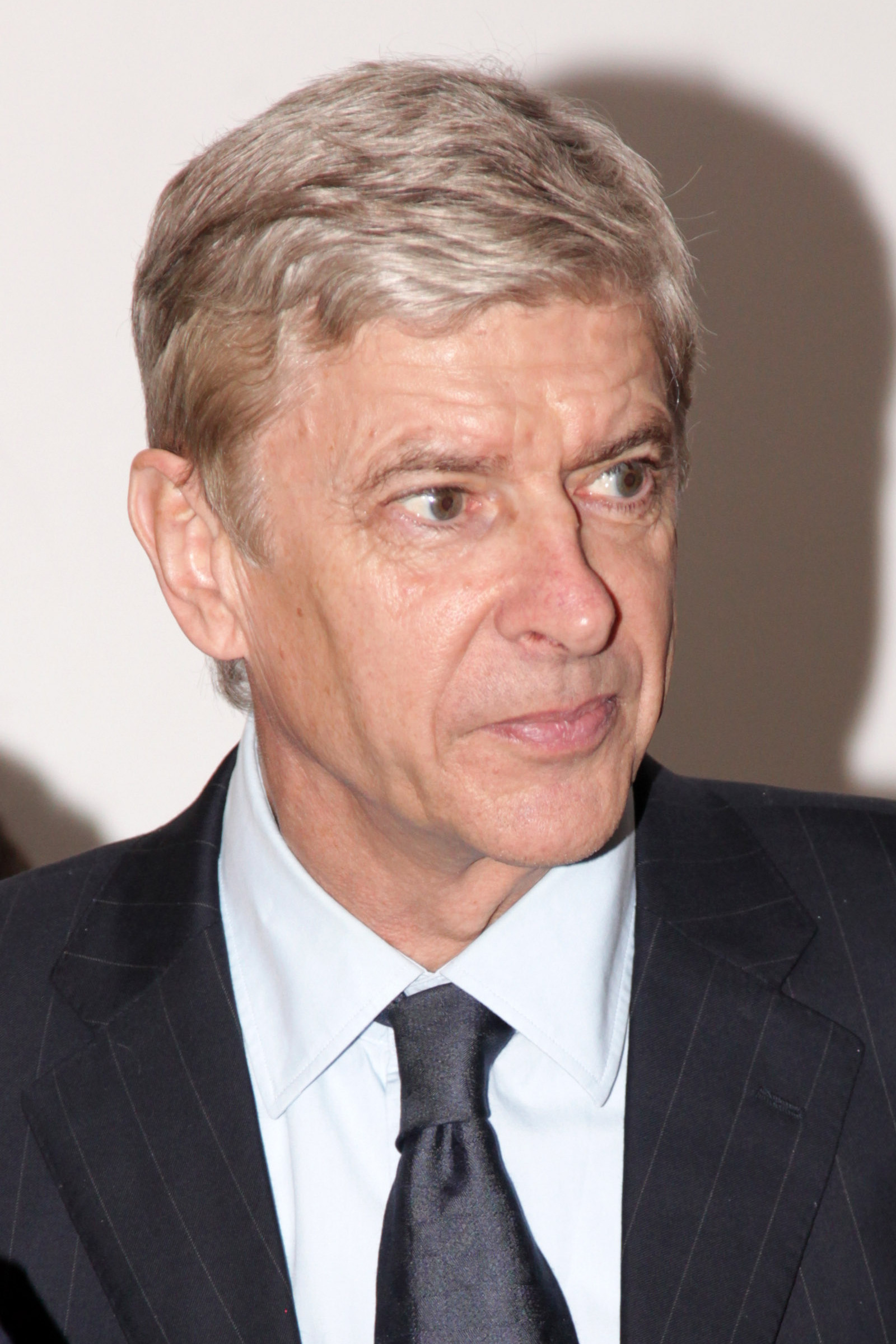
أرسين فينغر مدرب نادي أرسنال من عام 1996 حتى عام 2018.

### تراجع أرسنال وهيمنة السيتي (2014–2022)
بحلول نهاية موسم 2016–17، وبعد تعيين بيب غوارديولا كمدير فني لمانشستر سيتي، تم الاستغناء عن لاعبي أرسنال السابقين الثلاثة كليشي ونصري وسانيا، وبالتالي هدأت المنافسة على أرض الملعب، على الرغم من تعيين غوارديولا للاعب خط وسط أرسنال السابق ميكل أرتيتا كمدرب مساعد له. 
على الرغم من استمرار أرسنال في الانتصار في مسابقات الكأس المحلية، وإضافة كأس الاتحاد الإنجليزي في عامي 2017 و2020، إلا أنهم بدأوا في التراجع والنضال في الدوري، حيث احتلوا المركزين الخامس والثامن بين عامي 2015–16 و2019–20، بينما واصل السيتي الفوز بأربعة ألقاب بين عامي 2017–18 و2021–22، ورسخوا أنفسهم كقوة مهيمنة في كرة القدم الإنجليزية على مدى العقد الماضي.
التقى الناديان في نهائي كأس الرابطة الإنجليزية 2018 على ملعب ويمبلي، وهو النهائي التنافسي الأول بين الفريقين. حقق مانشستر سيتي فوزًا مريحًا بنتيجة 3–0 بفضل أهداف سيرخيو أغويرو وفينسنت كومباني ودافيد سيلفا.  وبعد أيام قليلة، فاز مانشستر سيتي على أرسنال 3–0 مرة أخرى في الدوري بفوزه على ملعب الإمارات، مما زاد الضغط على فينغر.  سيغادر فينغر النادي في نهاية موسم 2017–18. 

### المنافسون على اللقب (2022–حتى الآن)
في عام 2019، عاد مساعد غوارديولا السابق في مانشستر سيتي ميكل أرتيتا إلى أرسنال كمدرب جديد لهم، ليحل محل أوناي إيمري الذي تم إقالته، على الرغم من أنه بحلول نهاية موسم 2021–22، مدد مانشستر سيتي سلسلة مبارياته التي لم يهزم فيها ضد أرسنال في الدوري إلى 13 مباراة، حيث خسر غوارديولا مباراته الأولى أمام أرتيتا في هزيمة 2–0 في كأس الاتحاد الإنجليزي في 18 يوليو 2020. 
في صيف عام 2022، وافق مانشستر سيتي على بيع الثنائي غابرييل جيسوس وأولكسندر زينتشنكو إلى أرسنال، حيث عاد اللاعبان إلى العمل مع أرتيتا. مع احتلال أرسنال المركز الخامس في الموسم السابق، أعرب محلل سكاي سبورتس روي كين عن اعتقاده بأن الثنائي سُمح لهما بالانضمام إلى أرسنال لأن مانشستر سيتي لم يعد يعتبر الجانرز تهديدًا مباشرًا.  وأوضح غوارديولا أن جميع الأطراف كانت سعيدة بالنتيجة. 
حقق أرسنال تقدمًا في الدوري الإنجليزي الممتاز، وبحلول الوقت الذي التقى فيه الفريقان في فبراير 2023 كان متقدمًا على سيتي بثلاث نقاط. وفي المباراة التي أقيمت على ملعب الإمارات، فاز مانشستر سيتي بالمباراة بنتيجة 3–1 وتجاوز أرسنال مؤقتًا في صدارة الدوري.  كما فاز مانشستر سيتي على فريق أرسنال بنتيجة 1–0 في كأس الاتحاد الإنجليزي في طريقه للفوز بالبطولة.  على عكس مشجعي أرسنال في الماضي، استقبل مشجعو مانشستر سيتي أولكسندر زينتشينكو بحفاوة بالغة لدى عودته إلى ملعب مدينة مانشستر، وشكر المشجعين قائلاً : "لا يوجد أصدقاء قدامى - هناك أصدقاء لديهم ذكريات جميلة كثيرة، وستسعدون دائمًا برؤية كل واحد منهم. لا يوجد منزل سابق - هناك مكان كنتم فيه سعداء للغاية، والآن أنتم سعداء بالعودة إليه. شكرًا للاتحاد على الترحيب الحار!". 
حقق أرسنال تقدمًا بفارق عشر نقاط في السباق على الدوري الإنجليزي الممتاز، لكنه تعرض لهزيمة ساحقة 4–1 على يد مانشستر سيتي في ملعب مدينة مانشستر، حيث استعاد فريق غوارديولا الميزة.  واصل أرسنال التعادل في 3 مباريات وخسارة 3 من آخر 9 مباريات، ليحتل في النهاية المركز الثاني خلف مانشستر سيتي بخمس نقاط. 
في المباراة الأولى لموسم 2023–24، التقى الفريقان في درع المجتمع الإنجليزي 2023 على ملعب ويمبلي. بعد الفوز في نهائي دوري أبطال أوروبا 2023، دخل مانشستر سيتي المباراة فائزًا بالثلاثية متقدمًا 1-0 بهدف متأخر من كول بالمر، لكن تسديدة لياندرو تروسار التي انحرفت بقوة ارتطمت بمانويل أكانجي لمعادلة النتيجة في الدقيقة 11 من 13 دقيقة من الوقت بدل الضائع، مما أرسل المباراة إلى ركلات الترجيح، والتي فاز بها الجانرز 4–1. بعد المباراة، وبعد هدف التعادل الذي جاء بعد فترة طويلة من الوقت الإضافي، أبدى غوارديولا استياءه من قواعد الوقت بدل الضائع المثيرة للجدل التي أقرها الاتحاد الإنجليزي لكرة القدم خلال الصيف.  
في 8 أكتوبر 2023، أنهى أرسنال سلسلة هزائمه التي استمرت 12 مباراة عندما سدد غابرييل مارتينيلي في الدقيقة 86 كرة مرتدة أخطأت إيدرسون ليمنح الجانرز الفوز 1–0، وهو الأول للنادي في الدوري الإنجليزي الممتاز منذ ديسمبر 2015.  تعادل أرسنال 0–0 مع مانشستر سيتي في ملعب مدينة مانشستر في 31 مارس 2024، وهي المرة الأولى التي يحصل فيها أرسنال على نقاط في ملعب مدينة مانشستر منذ 8 مايو 2016، عندما انتهت المباراة بالتعادل 2–2. كما أنهت هذه النتيجة سلسلة مانشستر سيتي من 58 مباراة متتالية على أرضه، وكانت أول تعادل سلبي 0–0 لمانشستر سيتي في 75 مباراة بالدوري الإنجليزي الممتاز تحت قيادة غوارديولا.
خلال سباق المنافسة على اللقب، وجد أرسنال ومانشستر سيتي نفسيهما في سباق بين فريقين مرة أخرى على اللقب وسط انهيار آمال ليفربول في الفوز باللقب بسبب خسارة الريدز للنقاط في 5 من مبارياته الثماني الأخيرة. في هذا الموسم، كانت المنافسة أكثر تقاربا مع اقتراب السباق إلى اليوم الأخير، لكن مانشستر سيتي نجح مرة أخرى في تحقيق الانتصار، متفوقا على أرسنال في حصد اللقب بفارق نقطتين.
في 22 سبتمبر 2024، التقى الفريقان لأول مرة في موسم 2024–25. سجل إيرلينغ هالاند ليمنح مانشستر سيتي التقدم مبكرًا على ملعب مدينة مانشستر، قبل أن يسجل ريكاردو كالافيوري هدفه الأول على الإطلاق مع أرسنال من خارج منطقة الجزاء ليعادل النتيجة. ثم سجل غابرييل هدف التقدم لأرسنال قبل أن يطرد لياندرو تروسار في الوقت بدل الضائع من الشوط الأول. دافع أرسنال بعمق طوال الشوط الثاني وكان على بعد ثوانٍ من ضمان فوزه الأول على ملعب مدينة مانشستر منذ عام 2015، لكن جون ستونز سجل هدف التعادل في الدقيقة 98 لينقذ نقطة لمانشستر سيتي.
في 2 فبراير 2025، التقى أرسنال ومانشستر سيتي في مباراتهما الثانية هذا الموسم، حيث فاز أرسنال في المباراة بعد ذلك بنتيجة 5–1. وشمل ذلك تسجيل مايلز لويس سكلي أول هدف له مع الفريق الأول لصالح الجانرز، ليضعهم في المقدمة بنتيجة 3–1.

## التنافس بين المدربين
بيب غوارديولا وميكل أرتيتا، وكلاهما من إسبانيا، جاءا من أكاديمية برشلونة، والتقيا لأول مرة عندما كان أرتيتا قادمًا من أكاديمية الشباب بينما كان غوارديولا لاعبًا متميزًا في الفريق الأول. وكان أول ظهور لأرتيتا مع فريق برشلونة ب كبديل لغوارديولا، الذي كانت مسيرته الكروية على وشك الانتهاء بسبب الإصابات. ويقال إن الرجلين بقيا على اتصال منذ ذلك الحين. واصل غوارديولا تدريب برشلونة وبايرن ميونخ قبل الانضمام إلى مانشستر سيتي في عام 2016، بينما واصل أرتيتا مسيرته المهنية في الدوري الإنجليزي الممتاز في المملكة المتحدة مع رينجرز وإيفرتون وأخيرًا أرسنال حيث تقاعد خلال نفس صيف تعيين غوارديولا في مانشستر. 
في صيف عام 2016، عيّن غوارديولا أرتيتا كأحد مساعديه المدربين للعمل إلى جانب المدرب المخضرم برين كيد. عند انضمامه إلى مانشستر سيتي، رفض فرصة البقاء في أرسنال كجزء من الطاقم التدريبي لأرسين فينغر بعد أن عُرضت عليه فرصة إدارة أكاديمية النادي. كما رفض أيضًا فرصة الانضمام إلى توتنهام هوتسبير كجزء من طاقم ماوريسيو بوتشيتينو. 
تولى أرتيتا منصب مدرب مانشستر سيتي في خسارة 2–1 في دوري أبطال أوروبا أمام ليون في 19 سبتمبر 2018، بسبب حظر غوارديولا على خط التماس.  في مانشستر سيتي، فاز أرتيتا بلقبين في الدوري الإنجليزي الممتاز، وكأس الاتحاد الإنجليزي، وكأس الرابطة الإنجليزية مرتين. في عام 2018، ارتبط اسم أرتيتا بقوة بمنصب مدرب أرسنال الشاغر، بعد رحيل مدربه السابق أرسين فينغر، ولكن تم تعيين أوناي إيمري في النهاية.  
في 20 ديسمبر 2019، تم تعيين أرتيتا مدربًا رئيسيًا في أرسنال، ووقع عقدًا حتى عام 2023.   عند تعيينه، صرّح بأنه يعتقد أن النادي فقد مساره، وأنه لا يريد أن يتهرب اللاعبون من مسؤولياتهم: "أريد أن يتحمل الناس مسؤولية أعمالهم، وأريد أشخاصًا يُضفون الشغف والطاقة على النادي. أي شخص لا يقتنع بهذا، أو يُؤثر سلبًا أو أي شيء آخر، ليس مناسبًا لهذه البيئة أو لهذه الثقافة." 
أعرب الرجلان منذ ذلك الحين عن أن علاقتهما لن تتغير على الرغم من إدارة أندية متنافسة وكلاهما يعتبر بعضهما البعض صديقًا مقربًا.  خلال المنافسة على اللقب في موسم 2022–23، صرح أرتيتا قائلاً : "أفضّل القيام بذلك مع شخص آخر، لأكون منصفًا. أريد الأفضل له، بصدق، وعندما تتحدى شخصًا كهذا ويأتي شيء ما بين ذلك، يكون شعورًا غريبًا." 

## البطولات
- النادي يحمل الرقم القياسي في المسابقة

| أرسنال | المسابقة                                      | مانشستر سيتي |      |
| محلي   | محلي                                          | محلي         | محلي |
| ------ | --------------------------------------------- | ------------ | ---- |
| 13     | دوري الدرجة الأولى / الدوري الإنجليزي الممتاز | 10           |      |
| 14     | كأس الاتحاد الإنجليزي                         | 7            |      |
| 2      | كأس الرابطة الإنجليزية                        | 8            |      |
| 17     | درع المجتمع الإنجليزي                         | 7            |      |
| 1      | كأس المئوية لدوري الدرجة الأولى (منقرض)       | —            |      |
| 47     | المجموع                                       | 32           |      |
| دولي   |                                               |              |      |
| —      | دوري أبطال أوروبا                             | 1            |      |
| 1      | كأس الكؤوس الأوروبية (منقرض)                  | 1            |      |
| —      | كأس السوبر الأوروبي                           | 1            |      |
| 1      | كأس المعارض الأوروبية (منقرض)                 | —            |      |
| —      | كأس العالم للأندية                            | 1            |      |
| 2      | المجموع                                       | 4            |      |
| 49     | الإجمالي                                      | 36           |      |

## نتائج المواجهات
آخر تحديث 2 فبراير 2025.
| المسابقة                 | لعبت | فوز أرسنال | التعادلات | فوز مانشستر سيتي | أهداف أرسنال | أهداف مانشستر سيتي |
| ------------------------ | ---- | ---------- | --------- | ---------------- | ------------ | ------------------ |
| الدوري الإنجليزي الممتاز | 56   | 25         | 12        | 19               | 81           | 74                 |
| دوري الدرجة الأولى       | 124  | 60         | 32        | 32               | 212          | 146                |
| دوري الدرجة الثانية ‏     | 14   | 4          | 2         | 8                | 13           | 25                 |
| كأس الاتحاد الإنجليزي    | 6    | 4          | 0         | 2                | 7            | 5                  |
| كأس الرابطة الإنجليزية   | 10   | 5          | 1         | 4                | 11           | 15                 |
| دوري أبطال أوروبا        | 0    | 0          | 0         | 0                | 0            | 0                  |
| درع المجتمع الإنجليزي    | 3    | 2          | 1         | 0                | 8            | 1                  |
| المجموع                  | 213  | 100        | 48        | 65               | 332          | 266                |